# Jawbone
Jawbone era una compañía privada de tecnología de consumo y productos portátiles con sede en San Francisco, California. Desarrollaba y comercializaba tecnología ponible, como los braceletes UP y UP24 y dispositivos de audio portátil los altavoces inalámbricos Jambox y Big Jambox y los auriculares Bluetooth awbone Era y Icon, además de tecnología de cancelación de ruido. Jawbone posee más de 230 patentes relacionadas con UP y su proceso de fabricación de tecnología ponible. A partir del 19 de junio de 2017, entró en liquidación mediante cesión en beneficio de sus acreedores.

## Historia
Alexander Asseily y Hosain Rahman, que se conocieron en la Stanford University, fundaron Aliph (que más tarde se convertiría en Jawbone) en 1999 para desarrollar tecnología de cancelación de ruido para el ejército estadounidense.
En 2002, Aliph ganó un contrato con DARPA, un grupo de investigación del ejército estadounidense, para investigar nuevas formas de comunicación de una forma clara para soldados de combate en dificultades y condiciones adversas. Al reconocer el potencial comercial de su trabajo, la pareja comenzó a desarrollar auriculares para teléfonos móviles diseñados para suprimir drásticamente el ruido de fondo para el oyente. Dos años más tarde, Aliph lanzó un video demostrativo en YouTube de una versión inalámbrica de sus auriculares Jawbone y anunció que Yves Béhar sería contratado como vicepresidente y director creativo.
En enero de 2007, Aliph reveló sus auriculares Jawbone en el CES.
En 2008, New Jawbone apareció por primera vez en la Apple Store.
En abril de 2009, Aliph desveló una tercera edición de sus auriculares Bluetooth, los Jawbone Prime.
En enero de 2010, la compañía lanzó una plataforma software que permitía a los usuarios configurar sus dispositivos Jawbone con una gran variedad de aplicaciones gratuitas y actualizaciones.
A mediados de 2010, Aliph lanzó su primer producto que no fueran auriculares, el altavoz inalámbrico Jambox, que ha resultado ser uno de los productos más vendidos de la compañía.
En 2011, Jawbone anunció el lanzamiento de su sistema de seguimiento de estilo de vida, el UP. El brazalete UP fue anunciado por su fundador y CEO, Hosain Rahman, en la conferencia TED Global de Escocia en julio de 2011.
En mayo de 2012, Jawbone introdujo el altavoz Big Jambox.
En noviembre de 2012, Jawbone lanzó una nueva versión del UP y rediseñó la aplicación de UP para iOS.
En febrero de 2013, Jawbone completó la adquisición de Visere, una empresa de diseño, reconocida por sus trabajos tanto en hardware como en software, y MassiveHealth, conocida por su aplicación de comida, The Eatery.
En marzo de 2013, Jawbone el lanzamiento internacional de UP, primero en Europa y posteriormente en Asia, Australia y Oriente Medio. La compañía lanzó también la aplicación para Android.
En abril de 2013, anunció la compra de BodyMedia, un fabricante de dispositivos de seguimiento de salud portátiles.

## Productos actuales

### UP
Lanzado en noviembre de 2011, UP es un dispositivo de seguimiento de actividad, siendo el primer producto de Jawbone no relacionado con el audio.

### UP24
Lanzado en noviembre de 2013, se trata de una versión mejorada del UP.

### Speakers

#### JAMBOX
Lanzado en noviembre de 2010, se trata del primer altavoz de la marca. Jambox ha recibido analásis positivos de los más importantes medios, incluyendo el New York Times, Popular Science y USA Today.

#### BIG JAMBOX
Lanzado en mayo de 2012, Big Jambox es el segundo altavoz bluetooth de la marca.

#### MINI JAMBOX
Lanzado en septiembre de 2013, Mini Jambox es el tercer altavoz bluetooth diseñado por Jawbone. Se trata de un altavoz portátil comparado con el Jambox.

### Auriculares

#### Jawbone Icon
Lanzado en enero de 2010, son los cuartos auriculares lanzados por Jawbone. Tienen una autonomía de 4 horas y media.

#### Jawbone Era
Lanzado en enero de 2011, es el quinto producto lanzado por Jawbone dentro de la categoría de auriculares bluetooth.

## Inversores
El primer inversor de capital de riesgo fue la compañía Mayfield Fund, que invirtió 800.000 dólares en diciembre de 2006.
En julio de 2007, Khosla Ventures hizo una inversión de 5 millones de dólares en la empresa. Al comienzo de 2008, Aliph recibió otra importante inversión de 30 millones de dólares de Sequoia Capital.
In July 2007, Khosla Ventures made a $5 million investment in the company. At the beginning of 2008, Aliph received another major investment of $30 million from Sequoia Capital.
A lo largo de 2011, Jawbone cerró tres rondas diferentes de financiamiento - primero se aseguraron una inversión de 49 millones de dólares de la firma de capital de riesgo Andreessen Horowitz, y otra de 70 de un grupo de inversores asesorados por JP Morgan. Finalmente cerraron el año con el anuncio de una inversión de 40 millones de dólares por parte de Deutsche Telekom, Kleiner Perkins Caufield & Byers, el inversor privado Yuri Milner e inversores privados asesorados por JP Morgan. En febrero de 2012, Jawbone estaba valorada en 1500 millones de dólares. En septiembre de 2013 Jawbone recaudó 93 millones en financiamiento de deuda de Silver Lake, Fortress Investment Group, JP Morgan y Wells Fargo, así como una cantidad adicional de 20 millones de dólares en fondos de inversión de capital por parte de Andreessen Horowitz, Kleiner Perkins, Khosla Ventures y Sequoia Capital. En agosto de 2014, Jawbone fue demandada por Flextronics por incumplimiento de contrato, debido al impago de bienes recibidos por valor de 20 millones de dólares.